# Käthe Evers

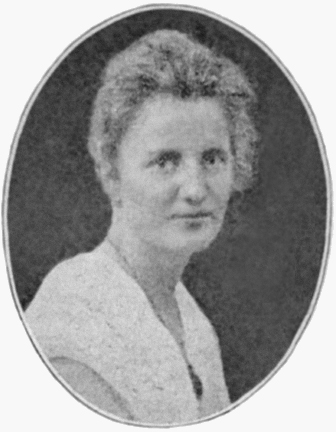
Käthe Evers

Käthe Evers (* 20. Juni 1893 in Braunschweig; † 10. Januar 1918 in Rübeland) war eine deutsche Landschafts- und Porträtmalerin sowie Zeichnerin.

## Leben
Käthe Evers war die Tochter von Robert Evers, Lehrer am Braunschweiger Wilhelm-Gymnasium, und dessen Ehefrau Margarethe, geborene Zeumer.

### Werk

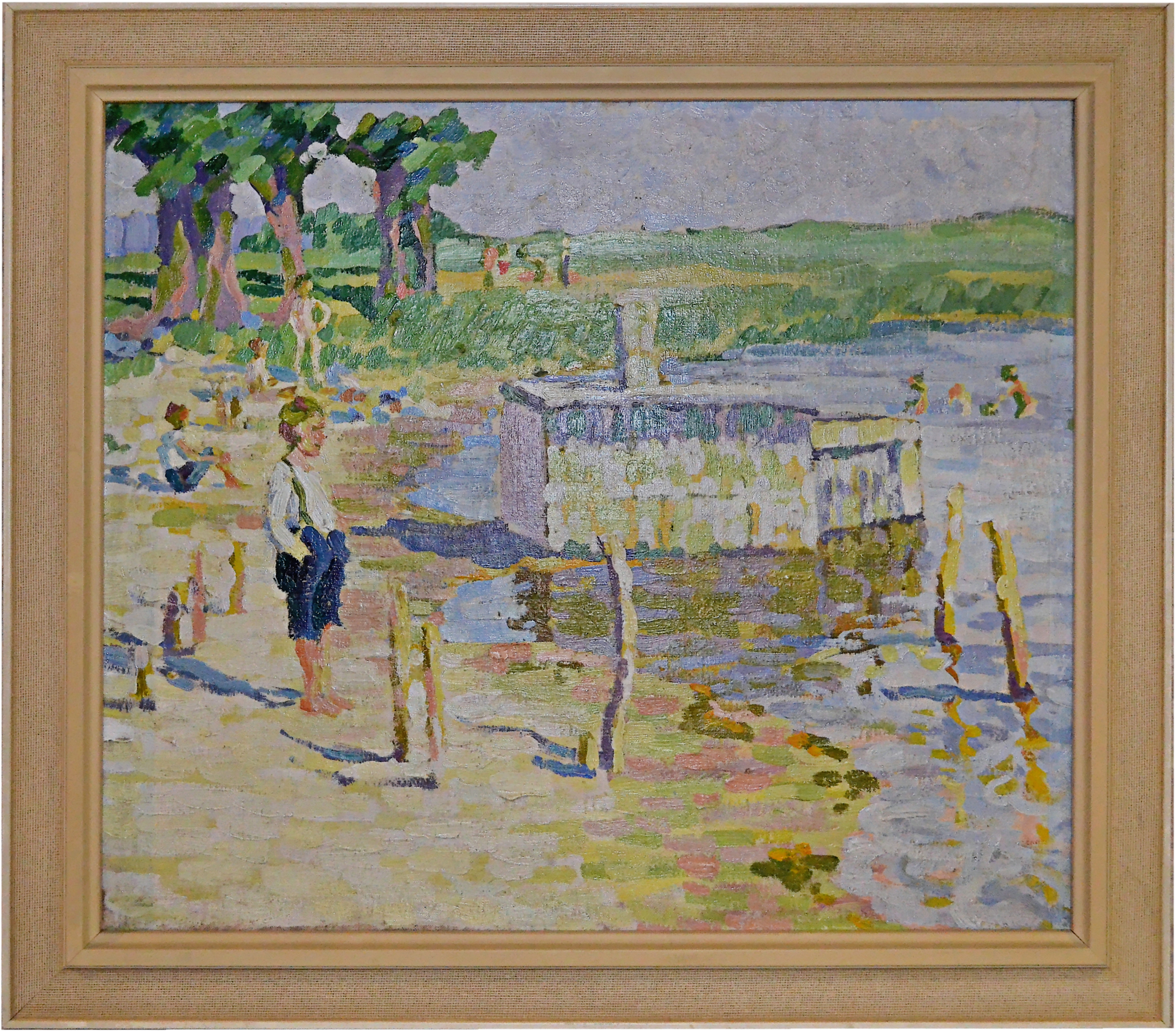
Der Lünischteich in Riddagshausen bei Braunschweig, Öl auf Leinwand, entstanden 1910, heute im Besitz des Städtischen Museums Braunschweig.

Nach dem Besuch der Lefflerschen Höheren Mädchenschule in der Leonhardstraße in Braunschweig studierte Evers an der Akademie der Bildenden Künste München, wo sie zusammen mit ihrer Freundin und Künstlerkollegin Elsa Daubert Kontakt zum ebenfalls in München tätigen und aus Braunschweig stammenden Maler Gustav Lehmann aufnahm. Lehmann machte beide mit der Stilrichtung des Pointillismus vertraut. So entstanden zahlreiche Werke Evers’ in diesem Stil, zum Beispiel 1910 Der Lünischteich in Riddagshausen bei Braunschweig; 1913 Uferstück an einem sonnigen Tag; 1914 die Ansichten Altstadtmarkt, Löwenwall und Riddagshausen oder wohl eines ihrer letzten Werke, ein Selbstporträt kurz vor ihrem Tod. Zu Evers’ Freundeskreis gehörten unter anderem die ebenfalls aus Braunschweig stammenden Maler Anna Löhr, Albert Hamburger (16. September 1893–22. Januar 1915) und Galka Scheyer. Sie alle waren vom Werk Charles Johann Palmiés inspiriert.

### Tod
Nachdem Palmié bereits 1911 gestorben war und Evers’ Freunde, die Brüder Albert und Hermann Hamburger als Kriegsfreiwillige des Ersten Weltkrieges beide 1915 gefallen waren, meldete sich Evers freiwillig, um im Rahmen des Hindenburg-Programms in der Pulverfabrik Cramer & Buchholz (Eigentümer: Carl Emil Buchholz) im 70 km südöstlich von Braunschweig gelegenen Rübeland im Harz zu arbeiten. Am 10. Januar 1918 ereignete sich dort eine schwere Explosion, bei der 9 Personen schwer verletzt, 30–40 leicht und 14 getötet wurden – unter den Getöteten befand sich Käthe Evers.

Ansichtskarte der Pulverfabrik Cramer & Buchholz von ca. 1910.

Die Explosion war so heftig, dass der amtliche Bericht feststellt:

„Von den tödlich verunglückten Personen haben bislang nur einzelne Teile gefunden werden können. Ob sich mit Sicherheit feststellen läßt, wem diese Teile gehören, muß bezweifelt werden, da sie stark verstümmelt und außerdem stark angeschwärzt sind. Die sämtlichen tödlich verunglückten Personen werden im Trockenraume selbst oder unmittelbar davor beschäftigt gewesen sein.“

„Von den Leichen konnten nur vier beerdigt werden, die übrigen – so drückt sich der Arbeiter aus – waren in Atome aufgelöst und nicht aufzufinden.“

Evers’ Werke befinden sich heute zum Teil in Privatbesitz sowie im Städtischen Museum Braunschweig. 2017/18 erinnerte die Sonderausstellung 1916. Sonst geht's uns gut. Braunschweiger Biografien im Altstadtrathaus unter anderem an Käthe Evers.